# 岩子島
岩子島（いわしじま）は、広島県尾道市に属す島である。

## 地理

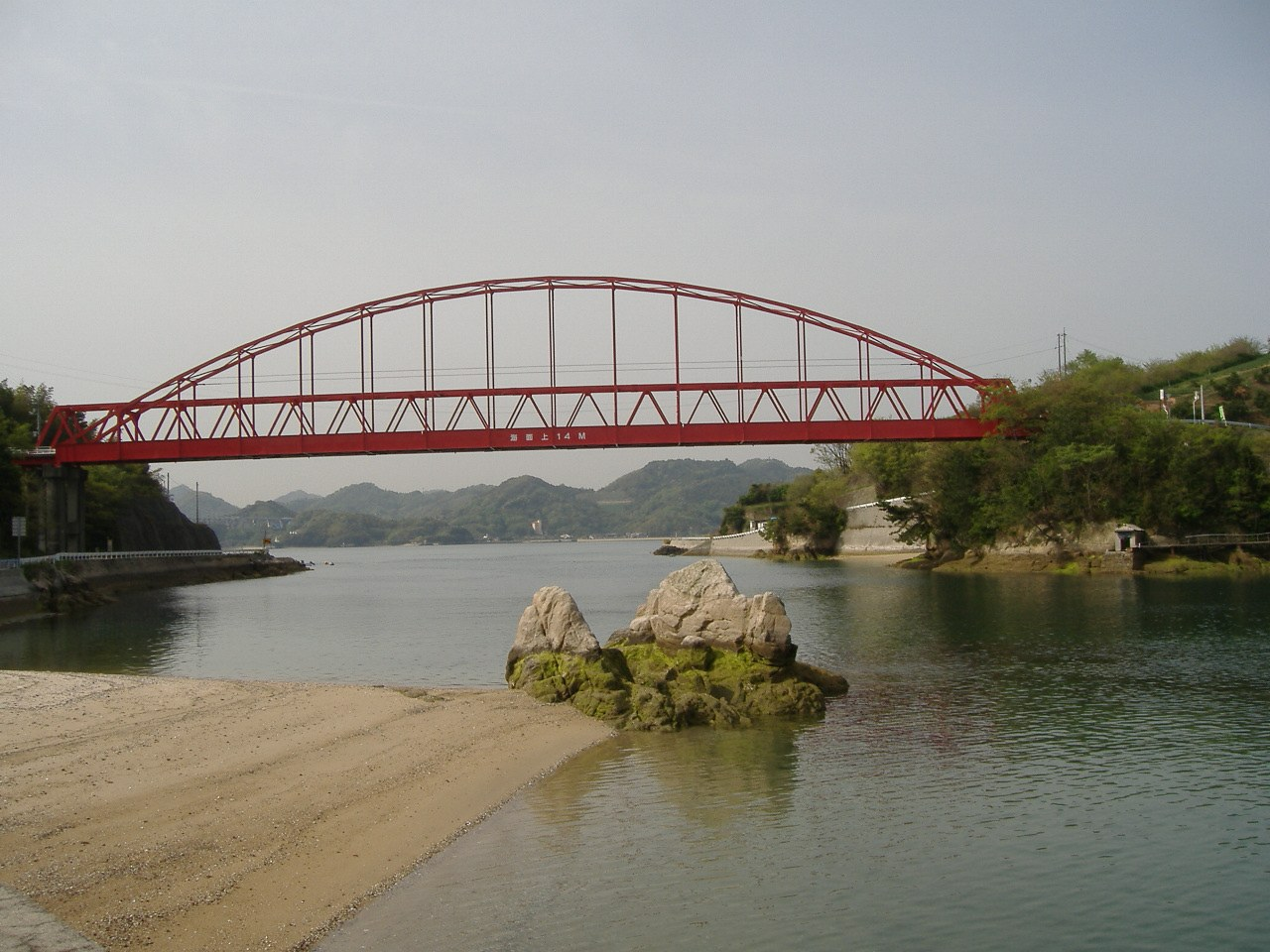
御幸瀬戸と向島大橋。右が岩子島。

本州尾道市から南の尾道水道を隔てた位置にある島。東側が御幸瀬戸を隔てて向島になり、 向島大橋で結ばれている。向島はしまなみ海道と結ばれているため、この島は本州と陸続きになる。地理的・文化的にも向島と一体化している存在である。
面積2.46km2（2015年現在）。周囲約8km 。気候は瀬戸内海式気候。
人口約660人、高齢化率44.9%（2012年現在）。島域すべて〒722-0072広島県尾道市向島町岩子島。

## 歴史

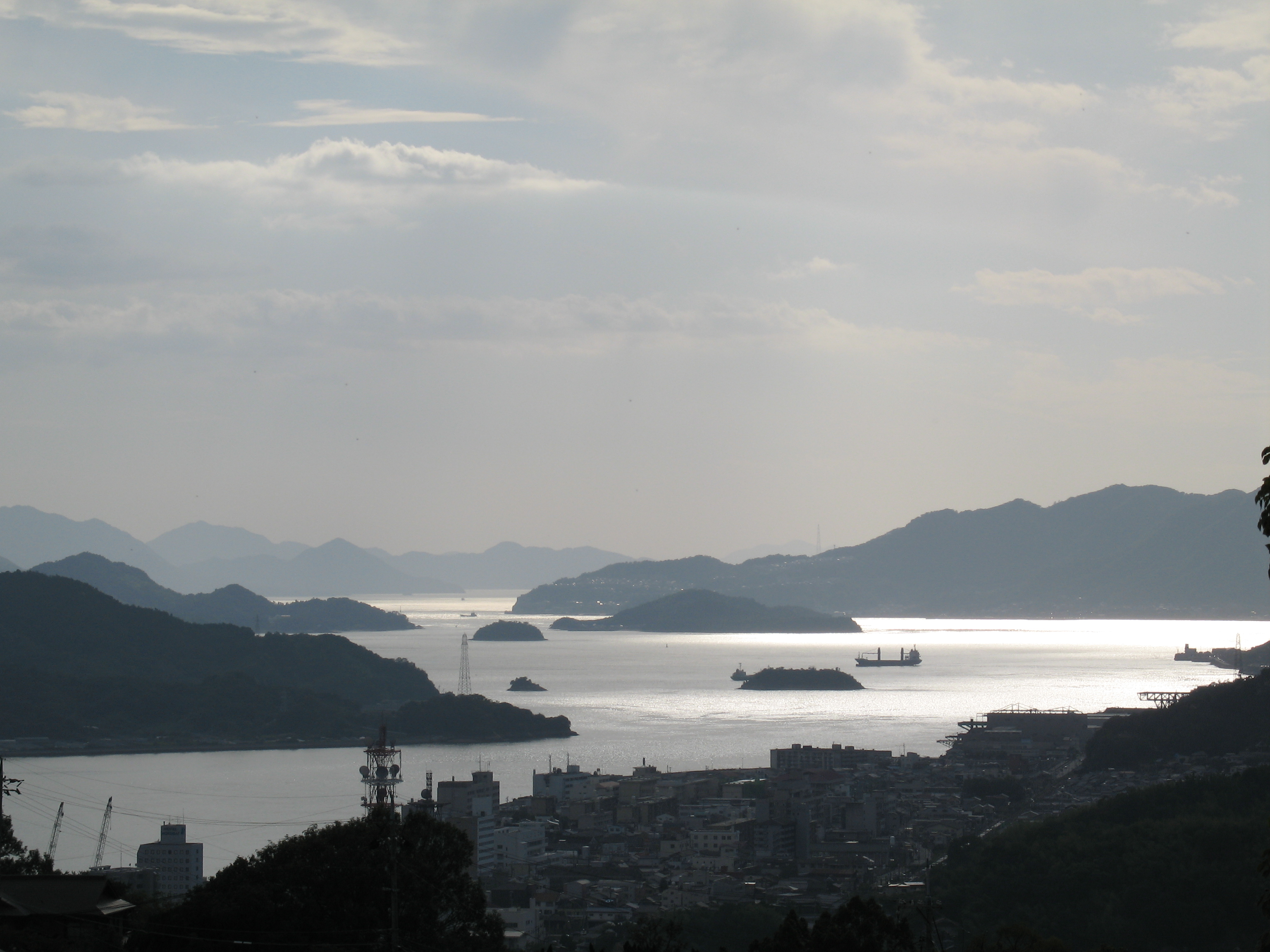
尾道水道西端。左が岩子島、中央が鯨島。

### 近世まで
この島では遺跡・古墳・古城跡といった埋蔵文化財は発見されていない。
島の南西部にある岩子島厳島神社には、太古の昔市岐島姫命が滞在した伝説が残る。ただ話自体は後世の創作であるとしている。
この島の北西部、尾道水道の西端にある2つの無人島は現在は三原市に属しており、それぞれ「大鯨島」と「小鯨島」、纏めて「鯨島」とも呼ばれる。これらの島のことは、応安4年（1371年）今川貞世（了俊）が九州探題として下向していた時の紀行文『道ゆきぶり』や、康応元年（1389年）足利義満厳島詣の際の紀行文『鹿苑院殿厳島詣記』に登場する。
つまり、中世には岩子島付近までクジラが回遊していたことを意味する。一方で、岩子島の名称はイワシの回遊に由来しているともされている。後述の岩子島厳島神社管絃祭の際には、御座船が岩子島と鯨島を巡る。なお、スナメリは近年でも回遊する姿が時折見られる。
江戸時代、この地は広島藩領となる。

### 近代以降
- 廃藩置県後、広島県御調郡岩子島村
- 1954年（昭和29年）
  - 3月31日 : 御調郡岩子島村が、御調郡向島町に編入。
- 1968年（昭和43年）
  - 7月13日 : 向島大橋が開通、対岸の向島と結ばれる[12]。
- 2005年（平成17年）
  - 3月28日 : 御調郡向島町が尾道市に編入。

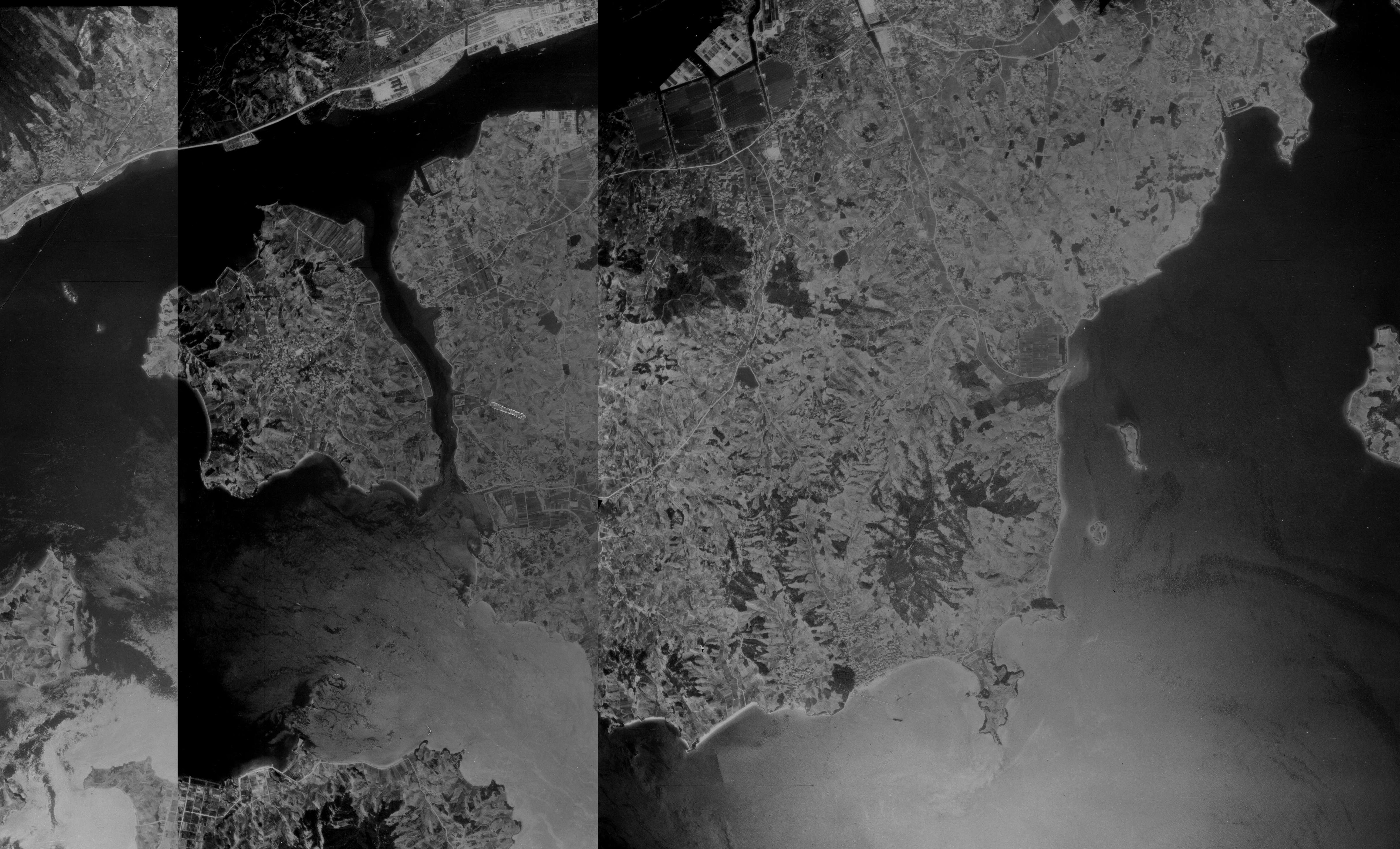
1947年4月アメリカ軍撮影
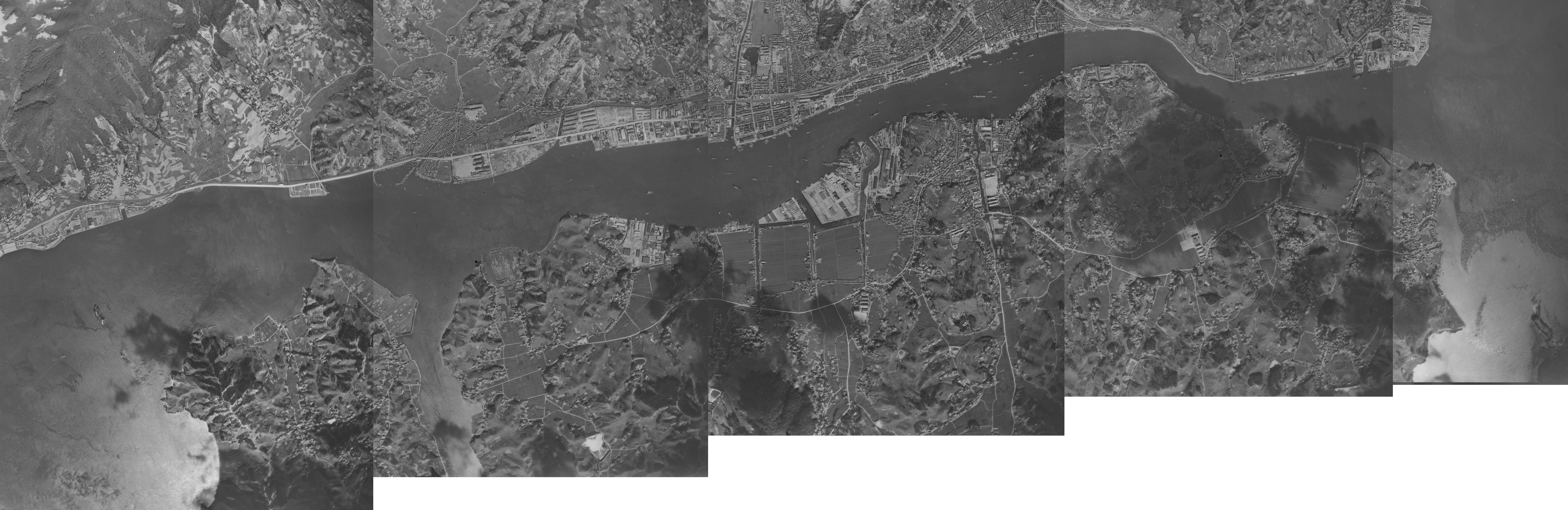
1947年10月アメリカ軍撮影
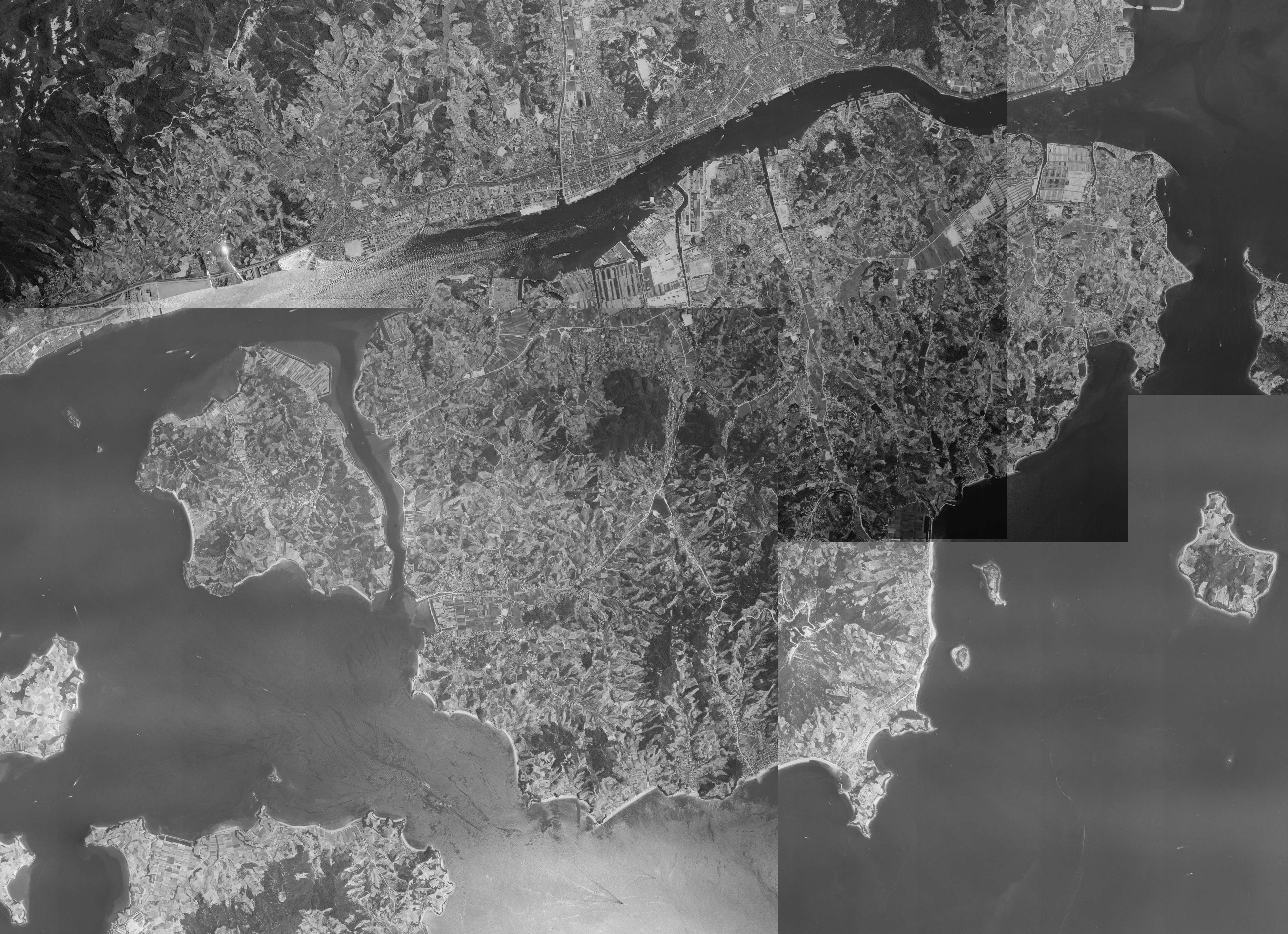
1964年
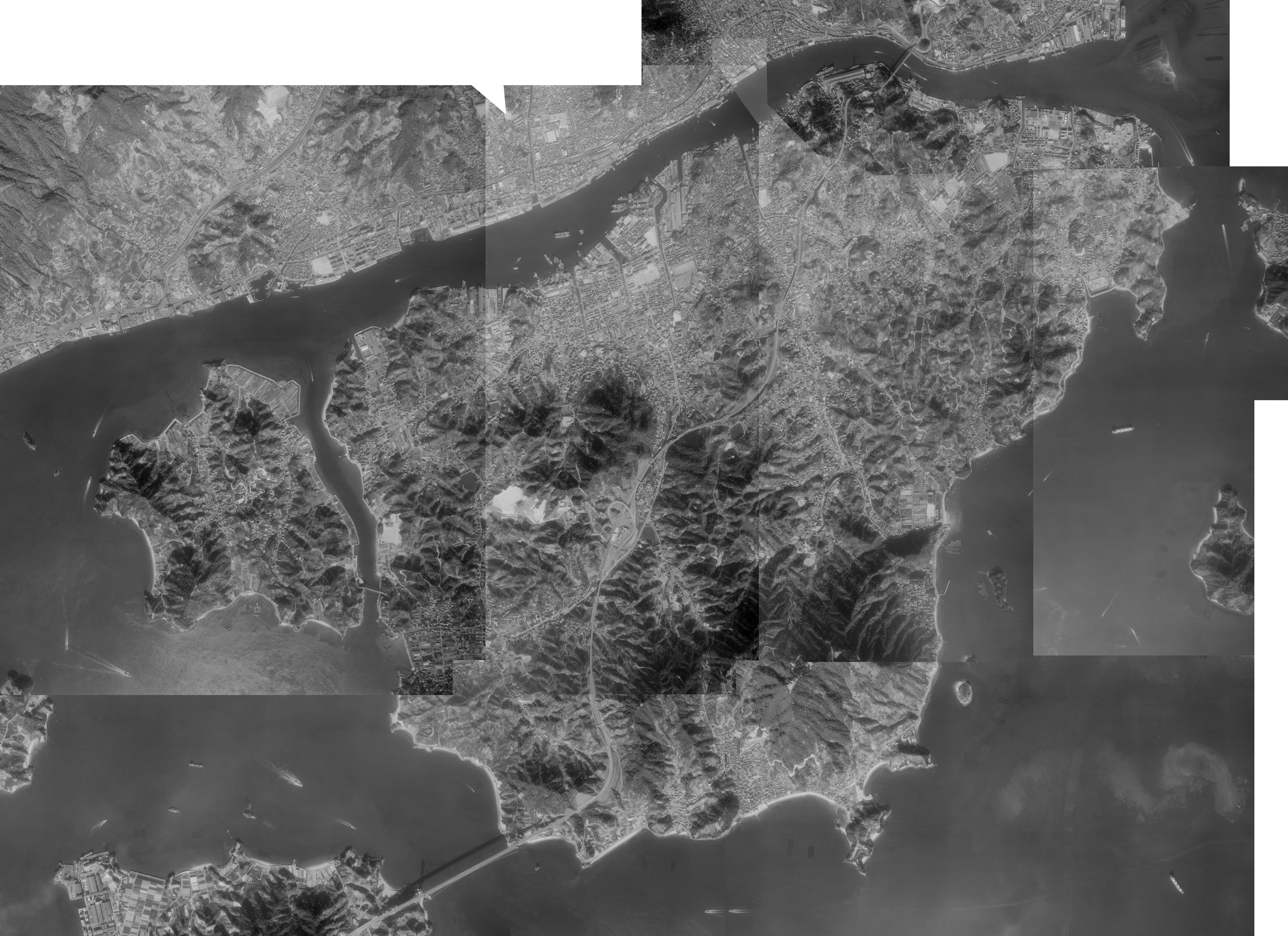
1986年
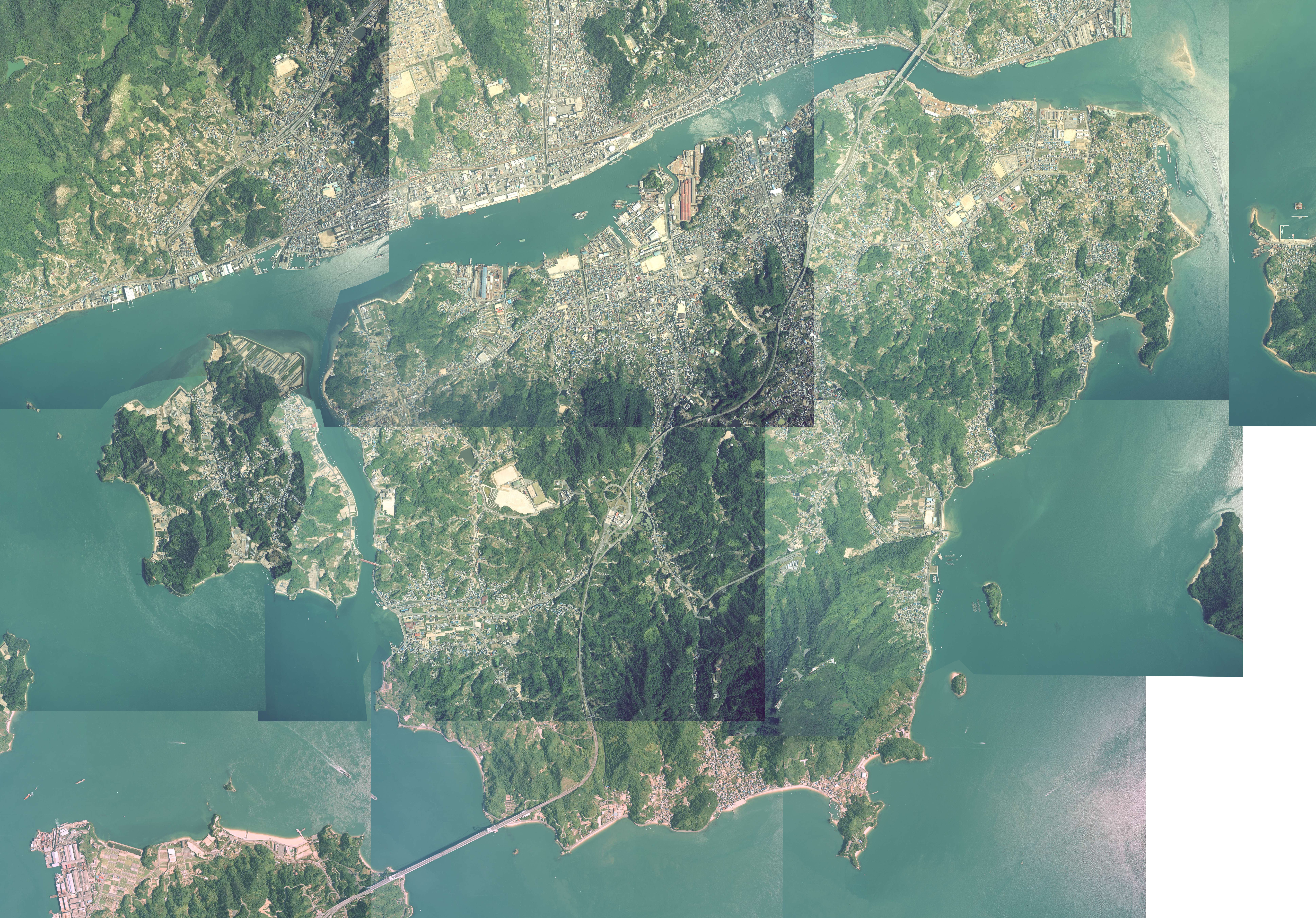
2005年

## 産業
島の産業の中心は農業。
特に国内トップの生産量を誇るワケギの産地として著名である。大正時代から一大産地となったものの、太平洋戦争中には統制野菜（麦やサツマイモなど）が生産されたため、一時期廃れた。1949年（昭和24年）野菜の統制撤廃後からワケギ栽培が復活し、農業技術の革新により1970年代には広島ワケギの名声を確立した。島の農家の4割がワケギ農家である。
また広島県内トップの生産量を誇るトマトの産地でもある。

## 観光・文化

### 文化財
ここでは国・県・市が指定している文化財を列挙する。
- 県天然記念物
  - 阿弥陀寺のビャクシン - 樹高約16m×胸高幹囲2.7m [15]
- 市天然記念物
  - ゆるぎ岩

### 例祭・行事

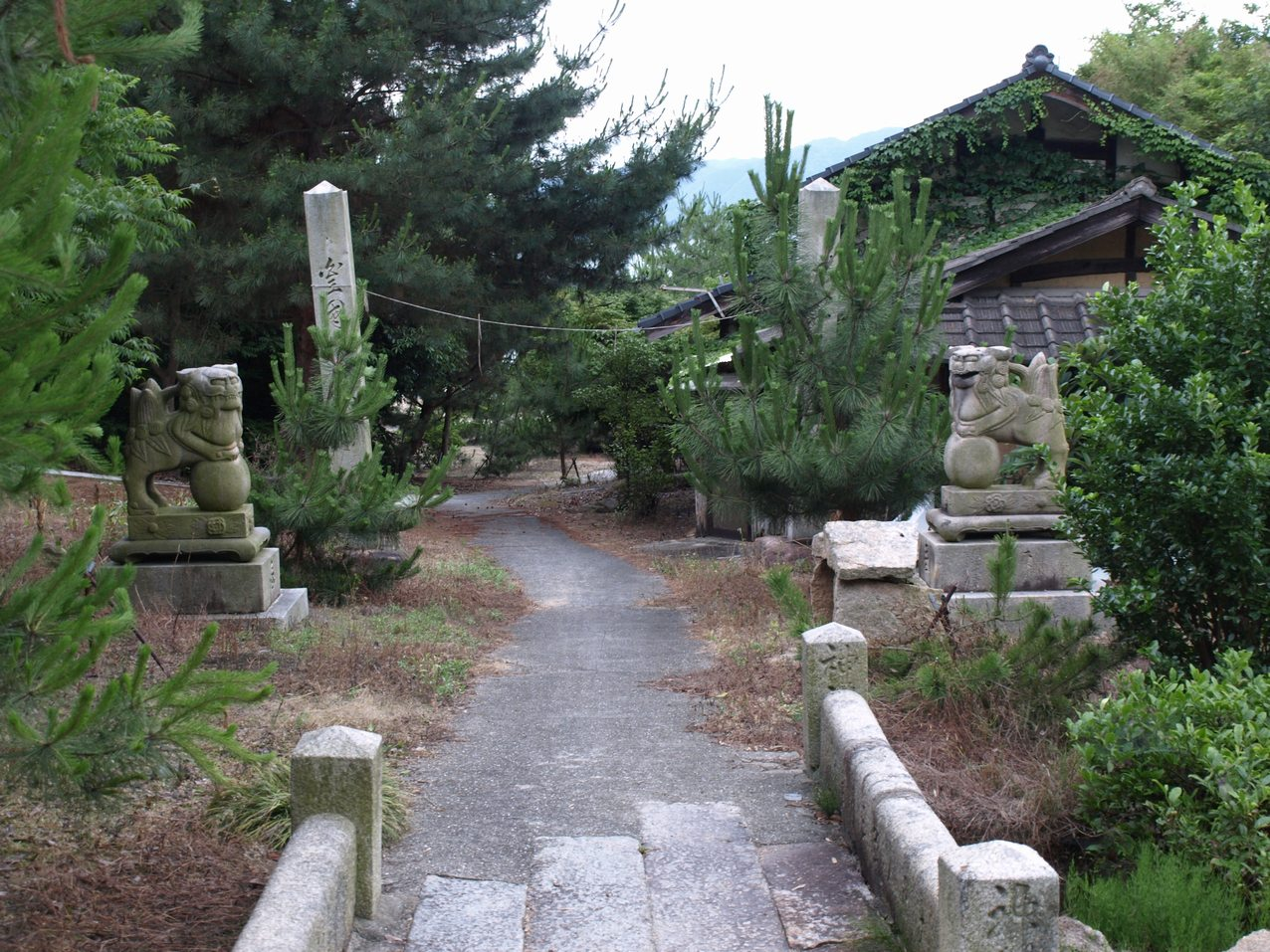
岩子島厳島神社参道

- 市有形民俗文化財
  - 岩子島厳島神社管絃祭

### 名所
- 岩子島厳島神社
- 岩子島海水浴場
- 鶏の鼻 …… 南端の岬。因島大橋が一望できる。

### 作品・ロケ地
- 2005年 : 男たちの大和/YAMATO - 岩子島厳島神社周辺
- 1998年 : あの、夏の日
- 1995年 : あした
- 1991年 : ふたり
- 1986年 : 彼のオートバイ、彼女の島

## 交通
向島大橋、尾道大橋で結ばれているため陸続きである。フェリー航路・渡船は存在していない。公共交通機関としてはおのみちバスの路線がある。
向島大橋は、北側に車道橋としてのランガ―橋と、南側に歩道橋としてのトラス橋が並走して架けられ、どちらも鮮やかな赤の塗装が施されている。尾道と向島を結ぶ橋が尾道大橋であることなどの前例から、岩子島大橋ではなく向島大橋と命名された。全長は 約140 m 、海面からの高さは 14 m で、1968年（昭和43年）に日本初の海を渡る農道の橋（渡海農道橋）として開通し、1990年（平成2年）にトラス橋が併設された。

## 出身者
- 平谷祐宏 - 政治家
- 浜田省吾 - 幼少期に住んでいた。
- ワッツ・ミサカ - 両親が岩子島出身。